# دالي أرنولد
دالي أرنولد (بالإنجليزية: Dale Arnold) هو معلق رياضي أمريكي، ولد في 27 مارس 1956.